# Lista över Östergötlands runinskrifter
Detta är en lista över Östergötlands runinskrifter förkortat Ög samt med Runverkets registreringsnummer. Varje runinskrift specificeras även med namn, plats, socken, föremål och nuvarande placering.
Föremål är det objekt som inskriften ifråga är ristad på. Plats och dess sockentillhörighet är vanligen den ursprungliga fyndplatsen. Var inskriften går att finna idag återges i textradens slut. Om objektet är försvunnet men ändå välkänt genom äldre källor, antyds detta med symbolen † efter numret och med en notis i slutet. 

## Östergötlands runinskrifter

### Ög 1 - Ög 98
Aska härad 

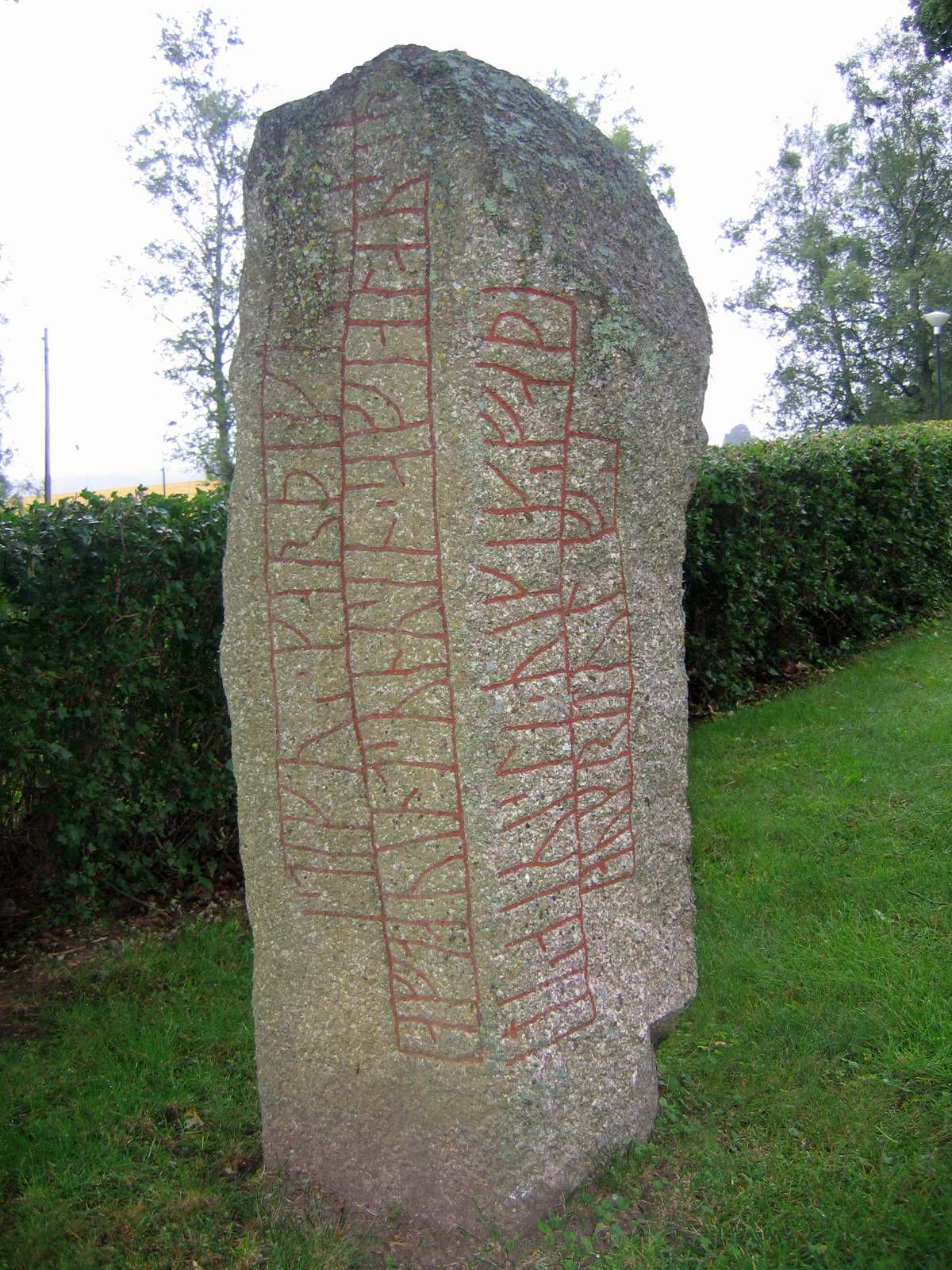
Östergötlands runinskrifter 8

- Ög 1, Fivelstads kyrka, Fivelstads socken, gravhällsfragment
- Ög 2, Orlunda kyrka, Orlunda socken, gravhäll
- Ög 3 †, Orlunda kyrkogård, Orlunda socken, gravhäll, försvunnen
- Ög 4 †, Orlunda kyrkogård, Orlunda socken, gravhäll, försvunnen
- Ög 5, Orlunda kyrkogård, Orlunda socken, gravhäll
- Ög 6, Orlunda kyrkogård, Orlunda socken, gravhäll
- Ög 7, Västra Stenby kyrka, Västra Stenby socken, gravhäll
- Ög 8, Kälvestenstenen, Västra Stenby kyrka, Västra Stenby socken, runsten, rest på kyrkogården
- Ög 9, Vinnerstads kyrka, Vinnerstads socken, runsten

 Bankekinds härad 
- Ög 10, Lilla Greby, Askeby socken, runsten
- Ög 11, Vårdsbergs kyrka, Vårdsbergs socken, runsten
- Ög 12, Vårdsbergs kyrka, Vårdsbergs socken, gravhällsfragment

 Björkekinds härad 
- Ög 13, Konungsunds kyrka, Konungsunds socken, runsten
- Ög 14, Konungsunds kyrka, Konungsunds socken, runsten
- Ög 15 †, Svensksund, Konungsunds socken, runsten, försvunnen
- Ög 16 †, Kuddby kyrka, Kuddby socken, runsten, försvunnen
- Ög 17 †, Kuddby kyrka, Kuddby socken, runsten, försvunnen
- Ög 18, Kuddby kyrkotorn, Kuddby socken, fragment, nu rest på kyrkogården, ytterligare ett fragment kvar på tornvinden
- Ög 19, Kuddby, fattighuströskeln, Kuddby socken, runsten, nu rest vid kyrkan
- Ög 20, Hjärtrum, Kuddby socken, runsten
- Ög 21, Ingelstad, Kuddby socken, runsten
- Ög 22, Odenstomta, Kuddby socken, runsten
- Ög 23 †, Örminge, Kuddby socken, runsten, försvunnen
- Ög 24, Örminge, Kuddby socken, runsten
- Ög 25 †, Söder Mem, Östra Ny socken, runsten, försvunnen
- Ög 26, Öster Skam, Östra Ny socken, runsten
- Ög 27 †, Öster Skam, Östra Ny socken, runsten, försvunnen
- Ög 28 †, Öster Skam, Östra Ny socken, runsten, försvunnen
- Ög 29, Skjorstad, Tåby socken, runsten
- Ög 30, Skjorstad, Tåby socken, runsten
- Ög 31, Å kyrka, Å socken, runsten
- Ög 32, Å kyrkogård, Å socken, runsten
- Ög 33, Å kyrkogård, Å socken, runsten
- Ög 34, Lundby, Å socken, runsten

 Bobergs härad 
- Ög 35, Fornåsa kyrka, Fornåsa socken, gravhäll, nu i Östergötlands länsmuseum i Linköping
- Ög 36, i Fornåsa kyrka, Fornåsa socken, Motala kommun, fragment
- Ög 37 †, Fornåsa kyrka, Fornåsa socken, runsten, försvunnen
- Ög 38, Boberg, Fornåsa socken, runsten
- Ög 39 †, Skeppsås kyrka, Skeppsås socken, gravhäll, försvunnen
- Ög 40 †, Vallerstads kyrka, Vallerstads socken, runsten, försvunnen
- Ög 41 †, Älvestads kyrka, Älvestads socken, runsten, försvunnen
- Ög 42, Örevad, Älvestads socken, runsten

 Bråbo härad 
- Ög 43, Ingelstad, Östra Eneby socken, runhäll
- Ög 44 †, Björnsnäs, Kvillinge socken, runsten, försvunnen
- Ög 45, Björnsnäs, Kvillinge socken, runhäll
- Ög 46, Ströbo äng, Herrstaberg, Kvillinge socken, Vilhelmsbergsbäcken, runsten
- Ög 47, Ströbo äng, Herrstaberg, Kvillinge socken, Vilhelmsbergsbäcken, runsten
- Ög 48, Ströbo äng, Herrstaberg, Kvillinge socken, Vilhelmsbergsbäcken, runsten

 Dals härad 
- Ög 49, Rogslösa kyrkogård, Rogslösa socken, gravhäll
- Ög 50 †, Hässleby, Rogslösa socken, fragment, försvunnen
- Ög 51 †, Väversunda kyrka, Väversunda socken, gravhäll, försvunnen
- Ög 52, Väversunda kyrka, Väversunda socken, gravhäll
- Ög 53 †, Väversunda kyrka, Väversunda socken, gravhäll, försvunnen
- Ög 54, Väversunda kyrka, Väversunda socken, gravhällsfragment
- Ög 55, Väversunda kyrka, Väversunda socken, gravhäll
- Ög 56, Väversunda kyrka, Väversunda socken, gravhäll
- Ög 57, Väversunda kyrka, Väversunda socken, dörrbeslag
- Ög 58 †, Väversunda södergård, Väversunda socken, rent ornamental runsten, försvunnen
- Ög 59 †, Örberga kyrka, Örberga socken, gravhäll, försvunnen
- Ög 60 †, Järmstastenen, runsten, försvunnen

 Gullbergs härad 
- Ög 61, Flistads kyrkogård, Flistads socken, runsten

 Göstrings härad 
- Ög 62, Biskopsberga, Allhelgona socken, runsten, ena halvan borta, andra halvan nu rest vid S:ta Ingrids kloster i Skänninge
- Ög 63, Vistena, Allhelgona socken, runsten
- Ög 64, Bjälbo kyrka, Bjälbo socken, runsten, nu rest vid kyrkans huvudingång
- Ög 65 †, Bjälbo kyrkogård, Bjälbo socken, runsten, försvunnen
- Ög 66, Bjälbo kyrkogård, Bjälbo socken, runsten, nu rest vid kyrkans huvudingång
- Ög 67, Ekeby kyrkogård, Ekeby socken, runsten
- Ög 68, Ekeby kyrka, Ekeby socken, runsten
- Ög 69, Ekeby kyrka, Ekeby socken, fragment
- Ög 70, Ekeby kyrka, Ekeby socken, runsten
- Ög 71 †, Dala ägor, Ekeby socken, runsten, försvunnen
- Ög 72 †, Hovs kyrka, Hovs socken, rent ornamentalt gravhällsfragment, försvunnet
- Ög 73, Hovs kyrka, Hovs socken, gravhäll
- Ög 74, Hovs kyrka, Hovs socken, gravhäll
- Ög 75, Hovs kyrkogård, Hovs socken, gravhäll, nu i kyrkans vapenhus
- Ög 76 †, Hov, Skolhusgården, Hovs socken, gravhällsfragment, försvunnet
- Ög 77, Hovgården, Hovs socken, runsten
- Ög 78 †, Högby kyrka, Högby socken, gravhällsfragment, försvunnet
- Ög 79 †, Högby kyrka, Högby socken, gravhäll, försvunnen
- Ög 80 †, Högby kyrka, Högby socken, gravhäll, försvunnen
- Ög 81, Högbystenen, Högby gamla kyrka, Högby socken, runsten, rest på gamla kyrkogården
- Ög 82, Högby kyrka, Högby socken, runsten, nu rest vid prästgården
- Ög 83, Högby kyrka, Högby socken, runsten, nu rest vid prästgården
- Ög 84 †, Högby kyrkogårdsport, Högby socken, runsten, försvunnen
- Ög 85 †, Högby kyrkogårdsport, Högby socken, runsten, försvunnen
- Ög 86 †, Högby kyrka, Högby socken, gravhäll, försvunnen
- Ög 87, Högby kyrka, Högby socken, rent ornamental gravhäll, nu vid prästgården
- Ög 88, Axstad, Högby socken, runsten
- Ög 89, Skrukeby Holagård, Högby socken, runsten, nu vid Högby hembygdsgård
- Ög 90, Skrukeby, Högby socken, fragment
- Ög 91, Järstads kyrkogård, Järstads socken, runsten
- Ög 92, Väderstads gamla kyrkogård, Väderstads socken, runsten
- Ög 93, Haddestad, Väderstads socken, runsten
- Ög 94, Harstads kyrkogård, Väderstads socken, runsten
- Ög 95 †, Harstads bosgård, Väderstads socken, runsten, försvunnen
- Ög 96, Karleby, Väderstads socken, runsten
- Ög 97, Grönlund, Åsbo socken, runsten
- Ög 98, Strålsnäs, Åsbo socken, runsten

### Ög 99 - Ög 192
Hammarkinds härad 
- Ög 99, Hov, Mogata socken, runsten

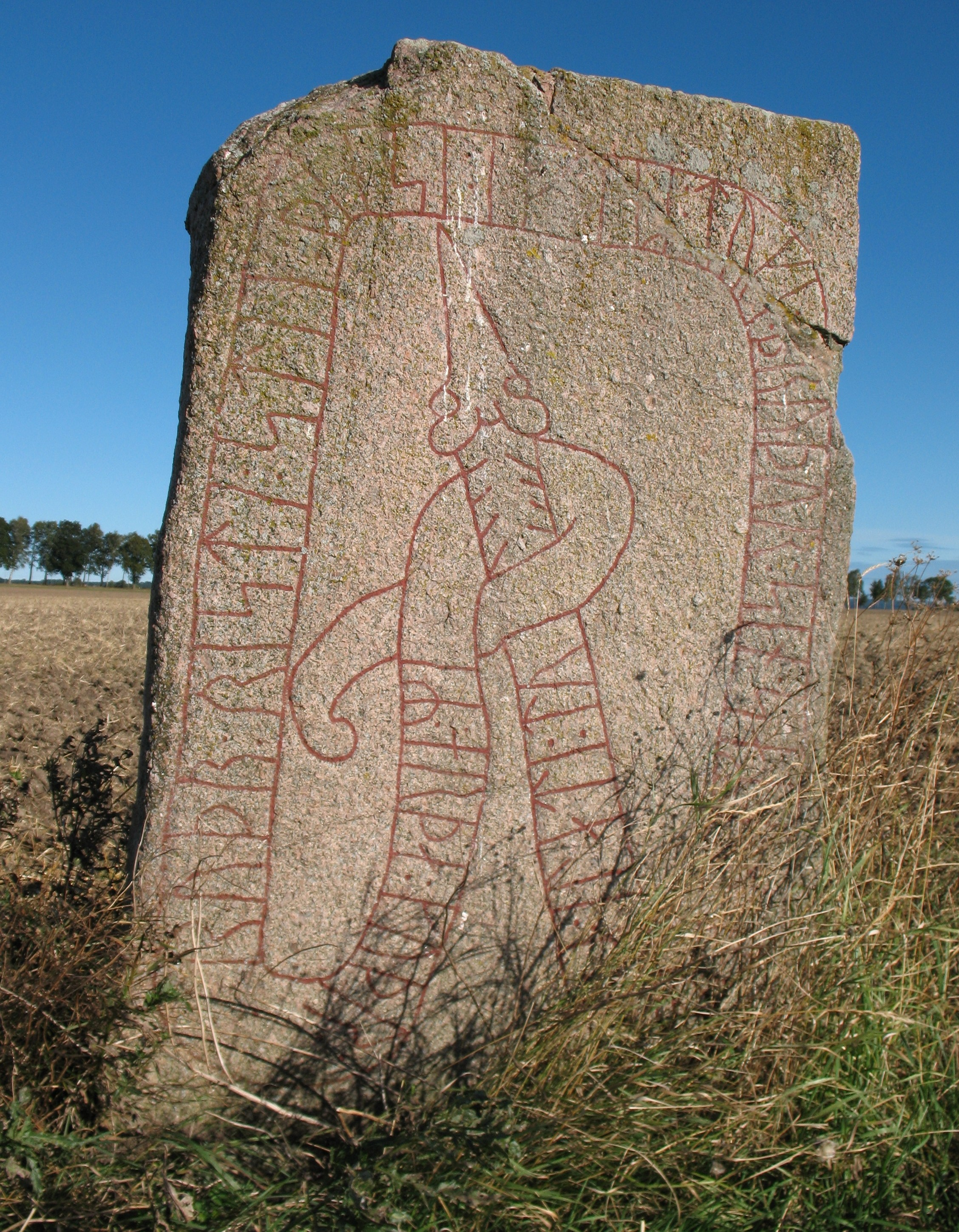
Östergötlands runinskrifter 104

- Ög 100, Ringarums kyrka, Ringarums socken, runsten
- Ög 101 †, Skönberga prästgård, Skönberga socken, två fragment, försvunna

 Hanekinds härad 
- Ög 102, Kaga prästgård, Kaga socken, gravhäll, nu i Linköpings stifts- och landsbiblioteks källare
- Ög 103, Kaga kyrka, Kaga socken, runsten
- Ög 104, Gillberga, Kaga socken, runsten
- Ög 105, Kärna kyrkogård, Kärna socken, runsten
- Ög 106-108, Kärna kyrkogård, Kärna socken, fragment
- Ög 109, Frössle, Kärna socken, runsten, nu vid Lagerlunda
- Ög 110, Lagerlunda, Kärna socken, fragment
- Ög 111, Landeryds kyrka, Landeryds socken, runsten
- Ög 112 †, Hjulsbro, Landeryds socken, runsten, försvunnen
- Ög 113, Nykvarn, Kallerstads ägor, Sankt Lars socken, runsten
- Ög 114 †, Skeda kyrka, Skeda socken, gravhäll, försvunnen
- Ög 115, Ånväga, Skeda socken, runsten
- Ög 116, Ånväga, Skeda socken, runsten
- Ög 117, Slaka kyrka, Slaka socken, runsten
- Ög 118, Slaka kyrkogård, Slaka socken, runsten
- Ög 119 †, Slaka kyrkogårdsport, Slaka socken, runsten, försvunnen
- Ög 120 †, Slaka kyrkogårdsmur, Slaka socken, runsten, försvunnen
- Ög 121, Slaka kyrkogård, Slaka socken, runsten
- Ög 122 †, Lambohov, Slaka socken, fragment, försvunnet
- Ög 123 †, Lambohov, Slaka socken, runsten, försvunnen
- Ög 124 †, Lambohov, Slaka socken, runsten, försvunnen

 Kinda härad 
- Ög 125 †, Hovby, Västra Eneby socken, rent ornamental runsten, försvunnen
- Ög 126 †, Hovby, Västra Eneby socken, rent ornamental runsten, försvunnen
- Ög 127 †, Vallingedal, Hycklinge socken, fragment, försvunnet

 Linköping 
- Ög 128, S:t Lars kyrkohärbärge, Linköping, runsten, nu vid Valla
- Ög 129 †, Modis gård, Linköping, runsten, försvunnen
- Ög 130 †, Skolmästaregård, Linköping, runsten, försvunnen

 Lysings härad 
- Ög 131, Heda kyrka, Heda socken, runsten
- Ög 132, Heda kyrka, Heda socken, runsten
- Ög 133, Häggestad, Heda socken, runsten
- Ög 134, Gärdslösa (Enängen), Kumla socken, runsten
- Ög 135, Gärdslösa (Enängen), Kumla socken, runsten
- Ög 136, Rökstenen, Röks kyrkogård, Röks socken, runsten
- Ög 137, Kvarntorp, Svanshals socken, runsten
- Ög 138 †, Kyleberg, Svanshals socken, rent ornamental runsten, försvunnen
- Ög 139 †, Västra Tollstads kyrka, Västra Tollstads socken, gravhäll, försvunnen
- Ög 140 †, Västra Tollstads kyrka, Västra Tollstads socken, gravhäll, försvunnen
- Ög 141 †, Västra Tollstads kyrka † , Västra Tollstads socken, runsten, försvunnen
- Ög 142 †, Stora Åby kyrka, Stora Åby socken, runsten, försvunnen
- Ög 143 †, Stora Åby kyrka, Stora Åby socken, runsten, försvunnen
- Ög 144, Ödeshögs kyrka, Ödeshögs socken, runsten

 Lösings härad 
- Ög 145, Dagsbergs kyrkogårdsmur, Dagsbergs socken, runsten, nu utanför västra kyrkogårdsmuren
- Ög 146, Dagsbergs kyrkogårdsmur, Dagsbergs socken, runsten, nu utanför västra kyrkogårdsmuren
- Ög 147, Furingstads kyrka, Furingstads socken, runsten
- Ög 148, Furingstads kyrka, Furingstads socken, runsten
- Ög 149, Furingstads prästgård, Furingstads socken, runsten, nu vid Furingstads kyrka
- Ög 150, Furingstads kyrka, Furingstads socken, runsten
- Ög 151, Furingstads kyrka, Furingstads socken, runsten
- Ög 152, Agetomta, Furingstads socken, runsten
- Ög 153, Styrstad, kyrkogårdsmuren, Styrstads socken, runsten, nu på Styrstads kyrkogård
- Ög 154, Styrstad, kyrkogårdsmuren, Styrstads socken, runsten, nu vid Styrstads kyrkogård
- Ög 155, Sylten, Bjällbrunna ägor, Styrstads socken, runsten
- Ög 156, Tingstads kyrka, Tingstads socken, runsten, nu på kyrkogården
- Ög 157, Tingstads kyrkogård, Tingstads socken, runsten
- Ög 158, Tingstads kyrka, Tingstads socken, runsten, nu på kyrkogården

 Memmings härad 
- Ög 160, Kimstads kyrka, Kimstads socken, runsten
- Ög 161, Kimstads kyrkogård, Kimstads socken, runsten
- Ög 162, Kullerstads bro, Kullerstads socken, runsten
- Ög 163, Skattna, Kullerstads socken, runsten

 Motala 
- Ög 164, Kyrkoherdebostället, Motala, fragment, nu i Östergötlands länsmuseum, Linköping

 Skänninge 
- Ög 165, Vårfrukyrkan, Skänninge, runsten
- Ög 166, Hospitalsmuren, Skänninge, runsten
- Ög 167 †, Vårfrukyrkan, Skänninge, gravhäll, försvunnen
- Ög 168 †, Hospitalsmuren, Skänninge, runsten, försvunnen

 Skärkinds härad 
- Ög 169 †, Gistads forna kyrka, Gistads socken, runsten, försvunnen
- Ög 170, Ösby, Gårdeby socken, runsten, nu vid Åkerby
- Ög 171, Skärkinds gamla kyrka, Skärkinds socken, runsten
- Ög 172, Skärkinds gamla kyrka, Skärkinds socken, runsten
- Ög 173, Skärkinds gamla kyrka, Skärkinds socken, revben från delfin, nu i Skärkinds nya kyrka
- Ög 174, Skärkinds kyrka, Skärkinds socken, fragment
- Ög 175, Skärkinds kyrka, Skärkinds socken, runsten
- Ög 176, Karlslund, Skärkinds socken, runsten

 Vadstena 
- Ög 177 †, Söderköping, runsten, försvunnen
- Ög 178 †, Vadstenabrakteaten, Vadstena, brakteat, stulen från Historiska museet i Stockholm)
- Ög 179, Vadstena, runsten, nu vid Vadstena klosterkyrka

 Valkebo härad 

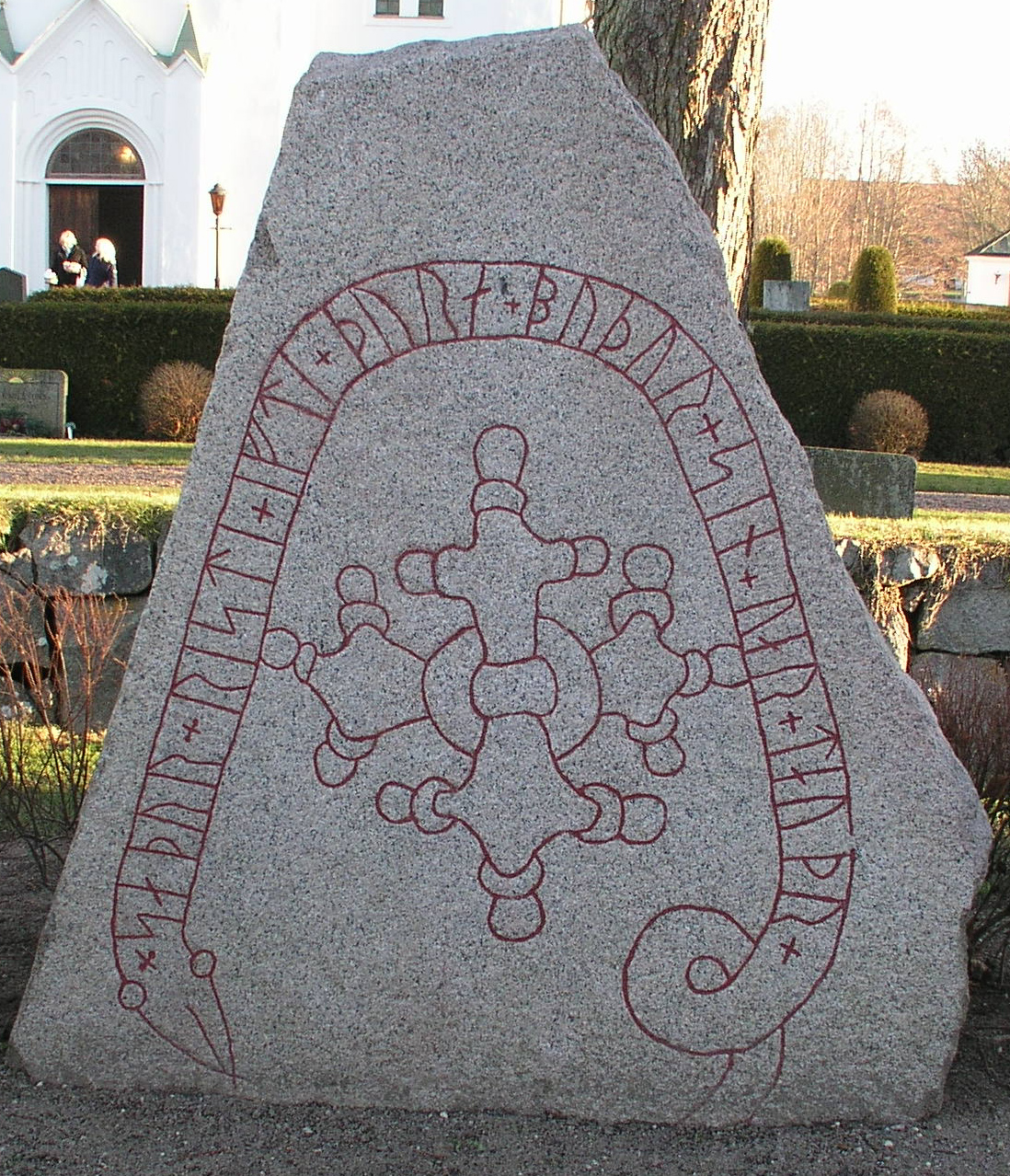
Runsten Ög 184 vid Sjögestads kyrka

- Ög 180, Gammalkils kyrka, Gammalkils socken, runsten
- Ög 181, Ledbergsstenen, Ledbergs kyrkogård, Ledbergs socken, runsten
- Ög 182, Ledbergs kyrkogård, Ledbergs socken, rent ornamental gravhäll
- Ög 183, Kärrsjö, Ledbergs socken, runsten
- Ög 184, Sjögestads kyrka, Sjögestads socken, runsten, nu rest intill kyrkogårdsmuren
- Ög 185 †(?), Sjögestads kyrka, Sjögestads socken, troligen försvunnen men kan vara identisk med Ög ATA4905/48)
- Ög 186, Frackstad, Sjögestads socken, runsten, nu vid Lunnevads folkhögskola
- Ög 187, Hackstad, Sjögestads socken, runsten, nu vid Lunnevads folkhögskola
- Ög 188 †, Bankeberg, Vikingstads socken, runsten, försvunnen
- Ög 189, Bo, Vikingstads socken, runsten
- Ög 190, Nybble ägor, Vikingstads socken, runsten
- Ög 191 †, Nybble, Vikingstads socken, runsten, försvunnen
- Ög 192 †, Rakered, Vikingstads socken, runsten, försvunnen

### Ög 193 - Ög 248
Vifolka härad 
- Ög 193, Herrberga kyrka, Herrberga socken, runsten, nu vid ingången till kyrkogården
- Ög 194 †, Herrberga kyrka, Herrberga socken, runsten, försvunnen
- Ög 195 †, Hadelö, Mjölby socken, runsten, försvunnen
- Ög 196 †, Hulterstad, Mjölby socken, runsten, försvunnen
- Ög 197, Sörby gamla kyrkogård, Mjölby socken, runsten
- Ög 198, Normlösa klockaregård, Normlösa socken, runsten, nu i Normlösa kyrka
- Ög 199, Sya kyrka, Sya socken, runsten, nu vid Mjölbyvägen sydväst om kyrkan[1])
- Ög 200, Uddarp, Sya socken, runsten, nu vid Sya kyrka
- Ög 201, Veta kyrkogård, Veta socken, runsten
- Ög 202, Gottlösa, Veta socken, runsten, nu vid Veta kyrka
- Ög 203, Gottlösa, Veta socken, runsten, nu vid Veta kyrka
- Ög 204, Viby kyrka, Viby socken, runsten
- Ög 205-206, Viby källgård, Viby socken, runsten, nu på Viby kyrkogård, vid Viby kyrka
- Ög 207, Enebacken, Kårarps ägor, Viby socken, runsten
- Ög 208, Enebacken, Kårarps ägor, Viby socken, runsten
- Ög 209, Enebacken, Kårarps ägor, Viby socken, runsten
- Ög 210, Kårarp, Viby socken, runsten
- Ög 211, Mörby, Viby socken, runsten
- Ög 212 †, Ålbäcken, Viby socken, runsten, försvunnen
- Ög 213, Västerlösa kyrka, Västerlösa socken, gravhäll
- Ög 214, Egeby knekttorp, Västerlösa socken, runsten

 Ydre härad 
- Ög 215 †, Lägernäs, Västra Ryds socken, runsten, försvunnen
- Ög 216, Sunds kyrkoby, Sunds socken, runstensfragment
- Ög 217, Oppeby, Sunds socken, runsten
- Ög 218 †, Torpa kyrka, Torpa socken, muren vid predikstolen, försvunnen

 Åkerbo härad 

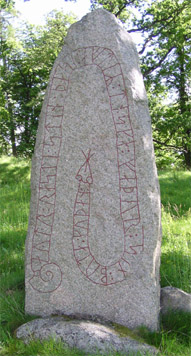
Runsten Ög 221

- Ög 219, Lundby, Lillkyrka socken, runsten
- Ög 220, Östra Skrukeby kyrka, Östra Skrukeby socken, gravhäll
- Ög 221, Törnevalla kyrka, Törnevalla socken, runsten, nu på Reva gravfält
- Ög 222, Törnevalla kyrkogårdsport, Törnevalla socken, runsten
- Ög 223, Törnevalla kyrka, Törnevalla socken, runsten
- Ög 224, Stratomta, Törnevalla socken, runsten

 Östkinds härad 
- Ög 225, Högtomta, Östra Husby socken, runsten
- Ög 226 †, Lönnbro, Östra Husby socken, runsten, försvunnen
- Ög 227 †, Lönnbro, Östra Husby socken, runsten, försvunnen
- Ög 228, Tuna bro, Östra Husby socken, runsten
- Ög 229, Varby, Östra Husby socken, runsten
- Ög 230, Åkerby trappbacke, Häradshammars socken, runsten
- Ög 231, Östra Stenby kyrka, Östra Stenby socken, runsten
- Ög 232, Östra Stenby kyrka, Östra Stenby socken, runsten
- Ög 233, Östra Stenby kyrka, Östra Stenby socken, runsten
- Ög 234, Östra Stenby kyrka, Östra Stenby socken, runsten
- Ög 235, Östra Stenby kyrka, Östra Stenby socken, runsten
- Ög 236, Östra Stenby kyrka, Östra Stenby socken, runsten
- Ög 237, Ållonö, Östra Stenby socken, runsten

 Osorterat 
- Ög 238, Bankeberg, Vikingstads socken, runsten
- Ög 239, Skänninge, gravhäll, nu i stenmuseet vid S:ta Ingrids kloster
- Ög 240-241, Hovs kyrka, Hovs socken, gravhällsfragment
- Ög 242, Hovs kyrka, Hovs socken, rent ornamental gravhäll
- Ög 243, Hovs kyrka, Hovs socken, rent ornamental gravhäll
- Ög 244, Viby kyrkogård, Viby socken, rent ornamental ristad sten
- Ög 245, Östra Eneby kyrka, Östra Eneby socken, vägg på vapenhusvinden
- Ög 246, Örberga prästgård, Örberga socken, runsten
- Ög 247, Vreta klosters kyrka, Vreta klosters socken, gravhäll
- Ög 248, Alvastra, Sverkerskapellet, Västra Tollstads socken, band av bly, nu i Historiska museet, Stockholm

## N
- Ög N251, Väversunda kyrka, Väversunda socken, gravhäll
- Ög N252, Väversunda kyrka, Väversunda socken, gravhällsfragment
- Ög N253, Väversunda kyrka, Väversunda socken, gravhällsfragment
- Ög N254, Väversunda kyrka, Väversunda socken, rent ornamental gravhäll
- Ög N255, Herrestads kyrka, Herrestads socken, rent ornamental gravhäll
- Ög N256, Herrestads kyrka, Herrestads socken, gravhällsfragment
- Ög N257†, Herrestads kyrka, Herrestads socken, gravhäll, försvunnen
- Ög N258, Herrestads kyrka, Herrestads socken,  gravhällsfragment
- Ög N259A-B, Herrestads kyrka, Herrestads socken, gravhällsfragment
- Ög N262A-C, Vreta klosters kyrka, Vreta klosters socken, gravhällsfragment, nu i magasinet
- Ög N263, Vreta klosters kyrka, Vreta klosters socken, fragment
- Ög N264†, Kungsbro, Vreta klosters socken, runblock, försvunnet
- Ög N265A, Björkebergs kyrka, Björkebergs socken, bågmur
- Ög N265A och Ög N265B, Björkebergs kyrka, Björkebergs socken, bågmur
- Ög N267, Stora Valby, Väderstads socken, fragment, nu på Väderstads ödekyrkogård
- Ög N268, Appuna kyrka, Appuna socken, handklocka, nu i Historiska museet, Stockholm
- Ög N270, Sankt Lars kyrka, Linköping, gravhällsfragment, nu i Östergötlands länsmuseum, Linköping
- Ög N271, Alvastra, "Sverkersgården" , Västra Tollstads socken, gravhällsfragment, nu i Historiska museet, Stockholm
- Ög N272, Hospitalet, Skänninge, fragment
- Ög N276, Sankt Martins kyrka, Skänninge, gravhällsfragment, nu i Skänninge rådhus
- Ög N278, Sankt Martins kyrka, Skänninge, gravhällsfragment, nu i Sankta Ingrids kloster, stenmuseet
- Ög N279, Sankt Martins kyrka, Skänninge, gravhällsfragment, nu i Sankta Ingrids kloster, stenmuseet
- Ög N280, Sankt Martins kyrka, Skänninge, gravhällsfragment, nu i Sankta Ingrids kloster, stenmuseet
- Ög N281A, Sankt Martins kyrka, Skänninge, gravhällsfragment, nu i Sankta Ingrids kloster, stenmuseet
- Ög N281B, Sankt Martins kyrka, Skänninge, gravhällsfragment
- Ög N282, Sankt Martins kyrka, Skänninge, gravhällsfragment
- Ög N288, Oklunda, Östra Husby socken, runhäll, se även Asylkyrka
- Ög N290, Väversunda kyrka, Väversunda socken, gravhällsfragment
- Ög N291, Väversunda kyrka, Väversunda socken, gravhällsfragment
- Ög N292, Väversunda kyrka, Väversunda socken, gravhällsfragment
- Ög N293, Väversunda kyrka, Väversunda socken, gravhällsfragment
- Ög N294, Väversunda kyrka, Väversunda socken, gravhällsfragment

## ATA (urval)
1. Ög ATA322-165-2006A, Örberga kyrka, Örberga socken, gravhällsfragment
2. Ög ATA322-165-2006B, Örberga kyrka, Örberga socken, gravhäll
3. Ög ATA322-1229-2007, S:t Pers kyrka, Vadstena, Rödtornet, Vadstena, gravhällsfragment
4. Ög ATA323-790-2004, Vintervadsgatan 6-8, Söderköping, skaft, nu i Östergötlands länsmuseum, Linköping
5. Ög ATA580/75, Östra Stenby gamla kyrka, Östra Stenby socken, runsten, nu rest vid huvudgången upp till kyrkan
6. Ög ATA1083/48, Östra Hargs kyrka, Östra Hargs socken, fragment
7. Ög ATA2458/61, Allhelgonakyrkan, Skänninge, gravhällsfragment, nu i Skänninge museum
8. Ög ATA3020/48, Bjälbo kyrka
9. Ög ATA3421/58, Asby kyrka
10. Ög ATA4197/55, Fornåsa kyrka, Fornåsa socken, fragment
11. Ög ATA4374/56A, S:t Lars kyrka
12. Ög ATA4374/56B, S:t Lars kyrka
13. Ög ATA4654/74, Skärkinds gamla kyrka, Skärkinds socken, fragment, nu i Skärkinds kyrka
14. Ög ATA4666/43, Normlösa kyrka, Normlösa socken, fragment
15. Ög ATA4905/48, Sjögestads kyrka, Sjögestads socken, fragment, nu vid kyrkogårdsgrinden
16. Ög ATA4991/84, Skänninge, Vårfrukyrkan
17. Ög ATA5060/54, Norrgården, Kullen, Bjälbo socken, gravhällsfragment, nu i Bjälbo kyrkas torn
18. Ög ATA5365/56, Sankt Lars kyrka, gravhällsfragment, nu i Östergötlands länsmuseum, Linköping
19. Ög ATA5503/61, Rystads kyrka, Rystads socken, halv runsten, inmurad i kyrkans sakristia
20. Ög ATA5586/61, Hovs kyrka
21. Ög ATA5591/61, Allhelgonakyrkans ruin, (Munken), Skänninge, bronsbleck, nu i Historiska museet, Stockholm
22. Ög ATA6225/65, Vist kyrka, Vists socken, runsten
23. Ög ATA6266/59A, Rogslösa kyrka, Rogslösa socken, gravhällsfragment
24. Ög ATA6266/59B, Rogslösa kyrka, Rogslösa socken, gravhällsfragment
25. Ög ATA6488/60, Hospitalskapellet, Skänninge, runsten
26. Ög ATA6550/59A-F, Allhelgonakyrkan, Skänninge, gravhällsfragment, nu i Skänninge museum
27. Ög ATA6576/62A, Dagsbergs kyrka, Dagsbergs socken, gravhällsfragment.
28. Ög ATA6576/62B, Dagsbergs kyrka
29. Ög ATA6577/62A, Hovs kyrka
30. Ög ATA6577/62B, Hovs kyrka
31. Ög ATA6577/62C, Hovs kyrka
32. Ög ATA6577/62D, Hovs kyrka

## Fv
- Ög Fv1943;317A, Sankta Ingrids klosterruin, Skänninge, gravhäll, nu i rådhuset
- Ög Fv1943;317B, Sankta Ingrids klosterruin, Skänninge, gravhäll, nu i rådhuset
- Ög Fv1943;317C, Sankt Martins kyrka, Skänninge, gravhällsfragment, nu i Sankta Ingrids kloster, Stenmuseet
- Ög Fv1943;317D, Sankt Martins kyrka, Skänninge, gravhällsfragment, nu i Sankta Ingrids kloster, Stenmuseet
- Ög Fv1950;341, Kallerstads ägor, Sankt Lars socken, runsten, nu utanför Östergötlands länsmuseum, Linköping
- Ög Fv1950;343, Stegeborg, Skällviks socken, runsten
- Ög Fv1958;252, Sankt Lars kyrka, Linköping, gravhäll
- Ög Fv1958;255, Sankt Lars kyrka, Linköping, gravhäll
- Ög Fv1959;97, Tingstads kyrka, Tingstads socken, gravhällsfragment
- Ög Fv1959;241, Östra Eneby kyrka, Östra Eneby socken, fragment
- Ög Fv1959;243, Östra Eneby kyrka, Östra Eneby socken, rent ornamentalt ristad sten
- Ög Fv1959;244, Franciskanerklostret, Söderköping, fragment, nu i Sankt Ragnhilds gilles samlingar
- Ög Fv1959;245, Franciskanerklostret, Söderköping, fragment, nu i Sankt Ragnhilds gilles samlingar
- Ög Fv1959;246, Franciskanerklostret, Söderköping, fragment, nu i Sankt Ragnhilds gilles samlingar
- Ög Fv1959;247, Franciskanerklostret, Söderköping, fragment, nu i Sankt Ragnhilds gilles samlingar
- Ög Fv1959;248, Hospitalsgatan 9, Söderköping, gravhällsfragment, nu i Sankt Ragnhilds gilles samlingar
- Ög Fv1959;249, Korskullen, Söderköping, fragment, nu i Sankt Ragnhilds gilles samlingar
- Ög Fv1965;54, Viby kyrka, Viby socken, runsten
- Ög Fv1966;102, Sankt Laurentii kyrka, Söderköping, runsten
- Ög Fv1969;306, Fivelstads kyrka, Fivelstads socken, gravhällsfragment
- Ög Fv1970;310, Kullerstads kyrka, Kullerstads socken, runsten, nu på kyrkogården
- Ög Fv1975;174, Harstads ödekyrkogård, Väderstads socken, fragment
- Ög Fv1983;240, Prästgården, Appuna socken, runsten
- Ög Fv1986;88A, Skönberga kyrka, Skönberga socken, långhusväggen
- Ög Fv1986;88B, Kvarteret Bryggaren 1-2, Söderköping, knivslida
- Ög Fv1986;222, Vintervadsgatan, Söderköping, sölja
- Ög Fv1992;174, Kvarteret Hertigen, Söderköping, lock
- Ög Fv1999;177, Lönsås kyrka, Lönsås socken, paxtavla, nu i Östergötlands länsmuseum, Linköping
- Ög Fv2001;149, Klåstads kyrkoruin, Klosterstad, Sankt Pers socken, gravhällsfragment

## Övriga (urval)

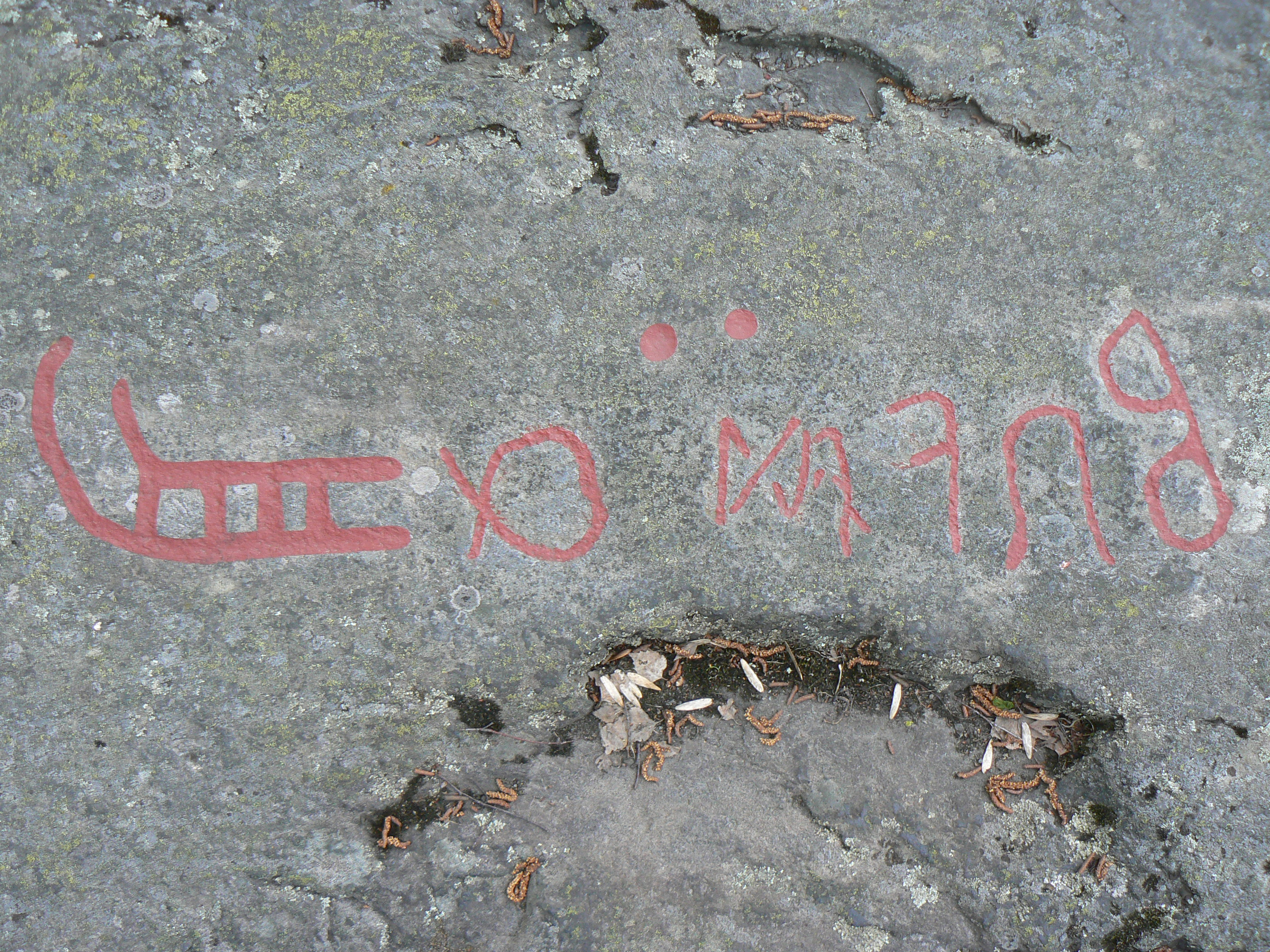
Östergötlands runinskrift KJ54

- Ög Hov, i Hovs kyrka, Hovs socken, fragment av vikingatida gravhällar
- Ög KJ54, Himmelstalund, Östra Eneby socken, runhäll
- Ög KJ59, "Söderköpingsstenen", Ellestad, Patergärdet, Drothems socken, runsten, nu i Statens historiska museum, Stockholm
- Ög MÖLM1960;230, Törnevalla kyrka, Törnevalla socken, runsten
- Ög NOR1994;27, Lunnebjörke, Skärkinds socken, runsten, nu vid gamla vägen
- Ög NOR1997;28, Fivelstads kyrka, Fivelstads socken, fragment
- Ög NOR1997;31, Vadstena slott, Sanden, Vadstena, revben
- Ög NOR2000;35, Klåstads kyrkoruin, Klosterstad, Sankt Pers socken, gravhällsfragment
- Ög NOR2001;29-31, Klåstads kyrkoruin, Klosterstad, Sankt Pers socken, gravhällsfragment
- Ög NOR2001;32, Kvarteret Abbedissan, Skänninge, kopparbleck
- Ög NOR2002;38-39, Klåstads kyrkoruin, Klosterstad, Sankt Pers socken, gravhällsfragment
- Ög NOR2003;24A-B, Klåstads kyrkoruin, Klosterstad, Sankt Pers socken, gravhällsfragment
- Ög SKL1;174, Vreta klosters kyrka, gravhäll
- Ög SKL3;175, Vreta klosters kyrka, gravhällsfragment
- Ög SKL4;175, Vreta klosters kyrka, gravhällsfragment
- Ög SKL5;175, Vreta klosters kyrka, gravhällsfragment
- Ög SvK200;87, Linköpings domkyrka, Linköping, väggar
- Ög SvK200;109, Linköpings domkyrka, Linköping, runsten